# Interstate 78
Interstate 78 (I-78) é uma rodovia interestadual leste-oeste no nordeste dos Estados Unidos que passa por Pensilvânia, Nova Jérsia e Nova Iorque. A rodovia se estende por 232 km (144 milhas) desde a I-81 a nordeste de Harrisburg, Pensilvânia, passando por Allentown até à parte ocidental e North Jersey, terminando na entrada do Holland Tunnel para a Lower Manhattan na cidade de Nova Iorque. As principais áreas metropolitanas ao longo da I-78 incluem o Lehigh Valley, na Pensilvânia, a Gateway Region, em Nova Jersey, e a Região Metropolitana de Nova Iorque.
A I-78 liga os portos da cidade de Nova Iorque e de North Jersey aos pontos a oeste, incluindo o Lehigh Valley, a terceira maior região metropolitana da Pensilvânia. A I-78 recebe mais de quatro milhões de caminhões por ano, representando 24% de todo o tráfego de caminhões do país. É também um importante ponto de ligação aos três principais aeroportos internacionais da Região Metropolitana de Nova Iorque, o Aeroporto Internacional Newark, o Aeroporto Internacional John F. Kennedy e o Aeroporto LaGuardia.